# Acacia mariae
Acacia mariae är en ärtväxtart som beskrevs av Leslie Pedley. Acacia mariae ingår i släktet akacior, och familjen ärtväxter. Inga underarter finns listade i Catalogue of Life.